# Raorchestes manohari
Espèce
Raorchestes manohari est une espèce d'amphibiens de la famille des Rhacophoridae.

## Systématique
L'espèce Raorchestes manohari a été décrite en 2011 par Anil Zachariah (d), K. P. Dinesh (d), E. Kunhikrishnan (d), Sandeep Das (d), David V. Raju (d), Chandrasekharamenon Radhakrishnan (d), Muhamed Jafer Palot (d) et S. Kalesh (d).

## Répartition
Cette espèce est endémique du Kerala en Inde. Elle se rencontre à environ 600 m d'altitude dans les districts de Quilon et de Thiruvananthapuram dans les Ghats occidentaux.

## Description
L'holotype de Raorchestes manohari, un adulte mâle, mesure 18,1 mm. Son dos est jaune brillant avec de petites taches brunes et, dans sa moitié antérieure, présente de grandes taches brun foncé. Sa face ventrale est blanchâtre.

## Étymologie
Son nom d'espèce, manohari, lui a été donné en l'honneur de Shri T. M. Manoharan, le conservateur des forêts au Kerala. Parallèlement, en malais, manohari signifie « beau, belle » ce qui convient à cette élégante espèce.

## Publication originale
- Zachariah, Dinesh, Kunhikrishnan, Das, Raju, Radhakrishnan, Palot &, Kalesh, 2011 : « Nine new species of frogs of the genus Raorchestes (Amphibia: Anura: Rhacophoridae) from southern Western Ghats, India ». Biosystematica, vol. 5, p. 25-48 (lire en ligne).